# آلامو (فلم)
آلامو (بالإنجليزية: The Alamo) هو فيلم تاريخي تم إنتاجه في الولايات المتحدة وصدر في سنة 1960.

## ترشيحات وجوائز
| السنة | الحدث  | الفئة          | النتيجة |
| ----- | ------ | -------------- | ------- |
| 1960  | أوسكار | أفضل خلط أصوات | فوز     |

## الميزانية والإيرادات
حقق أرباحا تقدر بـ 7,200,000 (/ Canada) دولار.

## وصلات خارجية
- مقالات تستعمل روابط فنية بلا صلة مع ويكي بيانات